# Waltzing Matilda (álbum)
Waltzing Matilda é um álbum de estúdio do maestro André Rieu, lançado em 2008. Esse álbum chegou em primeiro lugar na ARIA Charts da Austrália.